# Civilian Saucer Intelligence
Pour les articles homonymes, voir CSI.
Civilian Saucer Intelligence (CSI) était un groupe de recherche d'OVNI indépendant fondé dans la ville de New York en 1954. Initialement, le groupe portait le nom de Civilian Saucer Intelligence New York, mais « New York » fut rapidement retiré de leur nom.
À l'inverse d'autres groupes amateurs, CSI a mené des investigations et a produit des rapports sur ses observations. La CSI Newsletter était publié tous les trois mois, et le chercheur d'OVNI Jerome Clark le qualifia de « meilleur périodique sur les OVNI de son temps ».
Le groupe se méfiait des contactés qui disait être l'objet de visite régulière d'extraterrestre, mais enquêtait sur les rencontres rapprochées du 3e type.

## Sources
- (en) Cet article est partiellement ou en totalité issu de l’article de Wikipédia en anglais intitulé « Civilian Saucer Intelligence » (voir la liste des auteurs).